# تکانه زاویه‌ای نور
تکانه زاویه‌ای نور یا گشتاور زاویه‌ای نور، یک کمیت برداری است که میزان چرخش دینامیکی میدان الکترومغناطیسی نور را بیان می‌کند. یک پرتو نور درحالی‌که تقریباً در یک خط مستقیم حرکت می‌کند، همچنین می‌تواند حول محورش در حال چرخش (یا پیچش) باشد. اگرچه این چرخش با چشم نامسلح قابل دیدن نیست، می‌تواند در برهم‌کنش نور و ماده آشکار شود.
چرخش پرتو نور، دو شکل متمایز دارد؛ یکی به‌ سبب  قطبش آن و دیگری به‌سبب شکل جبهه موج آن است. بنابراین، این دو شکل چرخش به دو شکل متمایز از تکانه زاویه‌ای مربوط هستند که به‌ترتیب تکانه زاویه‌ای اسپینی نور و تکانه زاویه‌ای گردشی نور نامیده می‌شوند.
تکانه زاویه‌ای نور (یا به‌طور کلی، تکانه زاویه‌ای هر میدان الکترومغناطیسی یا میدان‌ نیروی دیگر) و ماده، پایسته‌ در زمان هستند.

## مقدمه
نور یا هر موج الکترومغناطیسی دیگر، نه تنها انرژی، بلکه تکانه نیز در بر دارد، که ویژگی همه اجسام در حال حرکت انتقالی است. این تکانه در پدیده فشار تابشی آشکار می‌شود، که در آن یک پرتو نور، تکانه‌اش را به یک جسم جذب‌کننده یا پراکننده منتقل می‌کند و در این فرآیند، فشار مکانیکی به آن وارد می‌کند.
همچنین ممکن است که نور دارای تکانه زاویه‌ای باشد، که ویژگی همه اجسام در حال چرخش است. برای نمونه، یک پرتو نور می‌تواند در حالی که به جلو منتشر می شود، حول محور خود نیز بچرخد. این تکانه زاویه‌ای را می‌توان با انتقال آن به ذرات جذب‌کننده یا پراکننده کوچک، که در نتیجه تحت یک گشتاور نوری قرار دارند، آشکار کرد.
در یک پرتو نور، معمولاً می‌توان دو شکل چرخش را تشخیص داد؛ اولی مربوط به چرخش دینامیکی میدان‌های الکتریکی و مغناطیسی حول جهت انتشار است و دومی مربوط به چرخش دینامیکی پرتو نور حول محور اصلی (جهت انتشار) است. این دو چرخش به دو شکل تکانه زاویه‌ای نور، یعنی تکانه زاویه‌ای اسپینی و تکانه زاویه‌ای گردشی مربوط می‌شوند. بااین‌حال، این تمایز برای پرتوهای بسیارمتمرکز یا واگرا کم‌رنگ می‌شود، و در حالت کلی، تنها تکانه زاویه‌ای کل یک میدان نوری قابل تعریف است. 
اما یک مورد استثنائی مهم که این تمایز در آن روشن و بی‌ابهام است، یک پرتو نور پیرامحور (به انگلیسی: paraxial) است، که پرتوی به‌خوبی هم‌خط‌شده (به انگلیسی: collimated) است که همه پرتوها در آن (یا دقیق‌تر، همه مؤلفه‌های فوریه میدان نوری) با محور پرتو، تنها اندکی زاویه دارند.
برای چنین پرتوی، تکانه زاویه‌ای اسپینی، به قطبش، و به‌ویژه به قطبش دایره‌ای مربوط می‌شود. از سوی دیگر، تکانه زاویه‌ای گردشی، به توزیع فضائی میدان و به‌ویژه به شکل مارپیچی جبهه موج مربوط می‌شود.
افزون بر این‌، اگر مبدأ مختصات خارج از محور پرتو باشد، تکانه زاویه‌ای سومی نیز به‌عنوان حاصل‌ضرب برداری خارجی موقعیت پرتو و تکانه زاویه‌ای کل آن پدیدار می‌شود، که آن را تکانه زاویه‌ای گردشی نیز می‌نامند، زیرا به توزیع فضایی میدان بستگی دارد. بااین‌حال، ازآنجاکه مقدار آن به انتخاب مبدأ بستگی دارد، به آن تکانه زاویه‌ای گردشی خارجی می‌گویند، برخلاف تکانه زاویه‌ای گردشی داخلی که در پرتوهای مارپیچی پدیدار می‌شود.

## بیان ریاضی تکانه زاویه‌ای نور
یکی از عبارت‌های فراگیر تکانه زاویه‌ای یک میدان الکترومغناطیسی چنین است که در آن هیچ تمایز روشنی میان دو شکل چرخش دیده نمی‌شود: {\displaystyle \mathbf {J} =\varepsilon _{0}\int \mathbf {r} \times \left(\mathbf {E} \times \mathbf {B} \right)d^{3}\mathbf {r} ,} که {\displaystyle \mathbf {E} } و {\displaystyle \mathbf {B} } به‌ترتیب میدان‌های الکتریکی و مغناطیسی هستند و {\displaystyle \epsilon _{0}} گذردهی خلاء است.
بااین‌حال، بیان دیگری از تکانه زاویه‌ای، که از قضیه نوتر سرچشمه می‌گیرد، چنین است که در آن دو عبارت جداگانه دیده می‌شود که به تکانه زاویه‌ای اسپینی {\displaystyle \mathbf {S} } و گردشی {\displaystyle \mathbf {L} } مربوط هستند: {\displaystyle \mathbf {J} =\varepsilon _{0}\int \left(\mathbf {E} \times \mathbf {A} \right)d^{3}\mathbf {r} +\varepsilon _{0}\sum _{i=x,y,z}\int \left(E^{i}\left(\mathbf {r} \times {\boldsymbol {\nabla }}\right)A^{i}\right)d^{3}\mathbf {r} =\mathbf {S} +\mathbf {L} ,} که {\displaystyle \mathbf {A} } پتانسیل برداری میدان مغناطیسی است، و نمادهای با بالانویس i، مؤلفه‌های دکارتی بردارها را نشان می‌دهند.
می‌توان ثابت کرد که این دو عبارت برای هر میدان الکترومغناطیسی که معادلات ماکسول را در نبود بار منبع برمی‌آورد و بیرون یک ناحیه محدود از فضا، سریع ناپدید می‌شود، معادل یکدیگر هستند. بااین‌حال، دو جملۀ عبارت دوم از نظر فیزیکی مبهم هستند، زیرا پیمانه‌نامتغیر (به انگلیسی: gauge-invariant) نیستند. با جایگزینی پتانسیل برداری A و میدان الکتریکی E با مؤلفه عرضی یا تابشی آنها،{\displaystyle \mathbf {A} _{\perp }}و{\displaystyle \mathbf {E} _{\perp }}، می‌توان یک نسخۀ پیمانه‌نامتغیر به‌دست آورد. به این ترتیب عبارت زیر به‌دست می‌آید: {\displaystyle \mathbf {J} _{\perp }=\varepsilon _{0}\int \left(\mathbf {E} _{\perp }\times \mathbf {A} _{\perp }\right)d^{3}\mathbf {r} +\varepsilon _{0}\sum _{i=x,y}\int \left({E^{i}}_{\perp }\left(\mathbf {r} \times {\boldsymbol {\nabla }}\right)A_{\perp }^{i}\right)d^{3}\mathbf {r} .}
عبارت دوم مشکل دیگری هم دارد؛ می‌توان نشان داد که دو جمله آن، تکانه زاویه‌ای واقعی نیستند، زیرا از قوانین کموتاسیون کوانتومی صحیح پیروی نمی‌کنند. البته مجموع آنها، که تکانه زاویه‌ای کل است، از این قوانین پیروی می‌کند.
یک عبارت معادل، اما ساده‌تر، برای یک موج تک‌فام با فرکانس ω، با استفاده از نماد مختلط برای دو میدان، چنین است: {\displaystyle \mathbf {J} ={\frac {\varepsilon _{0}}{2i\omega }}\int \left(\mathbf {E} ^{\ast }\times \mathbf {E} \right)d^{3}\mathbf {r} +{\frac {\varepsilon _{0}}{2i\omega }}\sum _{i=x,y,z}\int \left({E^{i}}^{\ast }\left(\mathbf {r} \times {\boldsymbol {\nabla }}\right)E^{i}\right)d^{3}\mathbf {r} .}
با فرض اینکه محور پرتو، منطبق بر محور {\displaystyle z} دستگاه مختصات باشد، اکنون یک پرتو پیرامحور (پاراکسیال) را در نظر می‌گیریم. در این حالت، تنها مؤلفه مهم تکانه زاویه‌ای، مؤلفه {\displaystyle z} است، یعنی تکانه زاویه‌ای که به چرخش پرتو حول محور خودش مربوط می‌شود، درحالی‌که دو مؤلفه دیگر، ناچیز هستند.
{\displaystyle \mathbf {J} \approx {\frac {{\hat {z}}\epsilon _{0}}{2\omega }}\int \left(\left|E_{\text{L}}\right|^{2}-\left|E_{\text{R}}\right|^{2}\right)d^{3}\mathbf {r} +{\frac {{\hat {z}}\varepsilon _{0}}{2i\omega }}\int \sum _{i=x,y,z}\left({E^{i}}^{\ast }{\frac {\partial }{\partial \phi }}E^{i}\right)d^{3}\mathbf {r} .} که {\displaystyle E_{\text{L}}} و {\displaystyle E_{\text{R}}}، به‌ترتیب، مؤلفه‌های قطبش دایره‌ای چپ‌گرد و راست‌گرد هستند.

## برهم‌کنش تکانه‌های زاویه‌ای گردشی و اسپینی نور با ماده

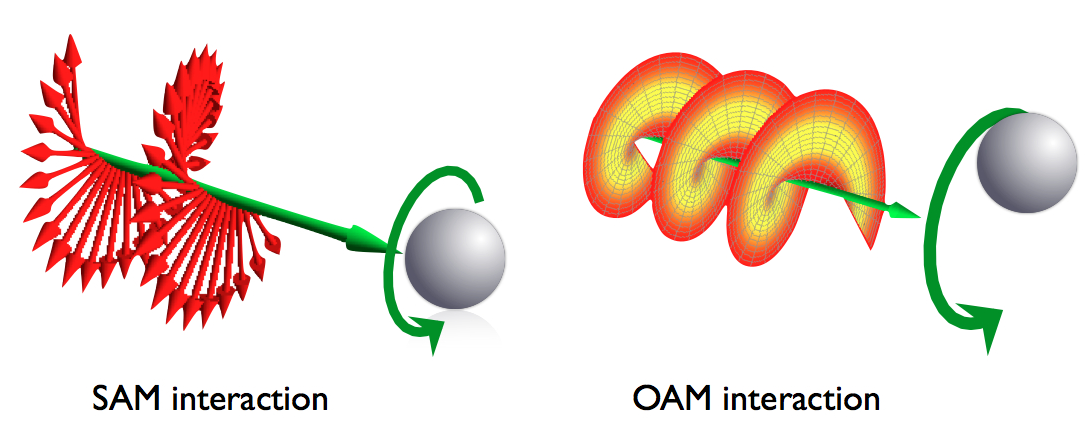
برهم‌کنش تکانه‌های زاویه‌ای اسپینی (چپ) و گردشی (راست) نور با ماده.

هنگامی‌که یک پرتو نور با تکانه زاویه‌ای ناصفر به یک ذره برمی‌خورد، تکانه زاویه‌ای آن می‌تواند به ذره منتقل شود و در نتیجه، آن را بچرخاند. این پدیده، هم با تکانه زاویه‌ای اسپینی و هم با تکانه زاویه‌ای گردشی ممکن است. اما اگر ذره در مرکز پرتو نباشد، دو تکانه زاویه‌‎ای، دو نوع چرخش ذره را باعث می‌شوند. تکانه زاویه‌ای اسپینی، باعث چرخش ذره به دور مرکز خودش می‌شود. اما تکانه زاویه‌ای گردشی، ذره را حول محور پرتو می‌گرداند. این دو پدیده‌، در شکل نشان داده شده‌اند.
در مواد (محیط‌های) شفاف، و با فرض پرتو پیرامحور (به انگلیسی: paraxial)، تکانه زاویه‌ای اسپینی نور، بیشتر وقت‌ها با سیستم‌های ناهمسان‌گرد، برهم‌کنش دارد، برای نمونه، کریستال‌ دوشکستی. در واقع، صفحات نازک کریستال‌ دوشکستی معمولاً برای دست‌کاری قطبش نور به‌ کار می‌روند. هر وقت که بیضوی بودن قطبش تغییر کند، تکانه زاویه‌ای اسپینی نور و کریستال، برهم‌کنش دارند. اگر کریستال بتواند آزادانه بچرخد، می‌چرخد. وگرنه، تکانه زاویه‌ای اسپینی، در نهایت به نگهدارنده و به زمین منتقل می‌شود.

## روش‌های پدید آوردن تکانه زاویه‌ای گردشی نور

### صفحه فاز مارپیچی (به انگلیسی: Spiral phase plane)
تکانه زاویه‌ای گردشی یک پرتو پیرامحور را می‌توان با محیط‌هایی که ناهمگنی فضایی عرضی دارند، پدید آورد. برای نمونه، یک پرتو نور می‌تواند با گذر از یک صفحه فاز مارپیچی با پهنای ناهمگن، تکانه زاویه‌ای گردشی پیدا کند (شکل را ببینید).

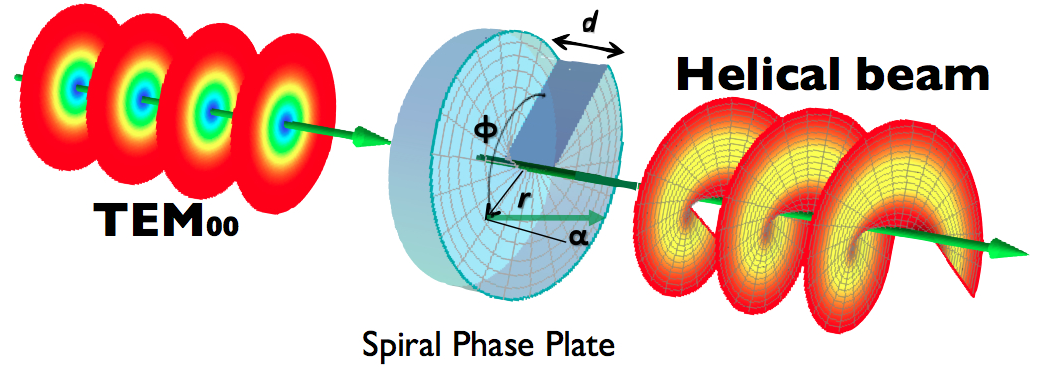
پدید آوردن تکانه زاویه‌ای گردشی در یک پرتو گاوسی با بهره‌گیری از یک صفحه فاز مارپیچی.

### هولوگرام چنگکی (به انگلیسی:Pitchfork hologram)
یک رویکرد آسان‌تر برای پدید آوردن تکانه زاویه‌ای گردشی، بهره‌گیری از پراش در هولوگرام چنگکی است (شکل را ببینید). هولوگرام‌ را می‌توان با بهره‌گیری از یک مدولاتور نوری فضایی که با یک کامپیوتر کنترل می‌شود نیز پدید آورد.

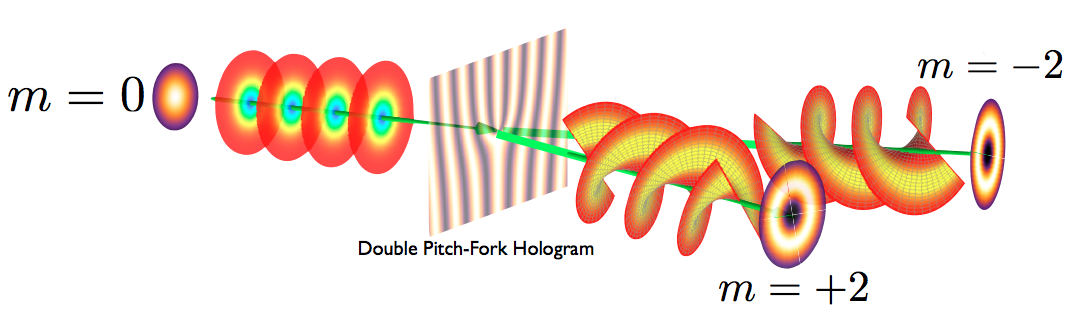
پدید آوردن تکانه زاویه‌ای گردشی برای یک پرتو گاوسی با بهره‌گیری از هولوگرام چنگکی.

### صفحه Q
روش دیگر برای پدید آوردن تکانه زاویه‌ای گردشی، بهره‌گیری از جفت‌شدگی تکانه‌های زاویه‌ای اسپینی و گردشی است، که ممکن است در محیطی که هم ناهمسانگرد و هم ناهمگن است رخ دهد. به‌ویژه، صفحه Q دستگاهی است که با کریستال‌های مایع، پلیمرها یا توری‌های زیرموج ساخته می‌شود. که می‌تواند با بهره‌برداری از تغییر علامت تکانه زاویه‌ای اسپینی، تکانه زاویه‌ای گردشی پدید آورد و در آن، قطبش ورودی، علامت تکانه زاویه‌ای گردشی را  تعیین می‌کند.

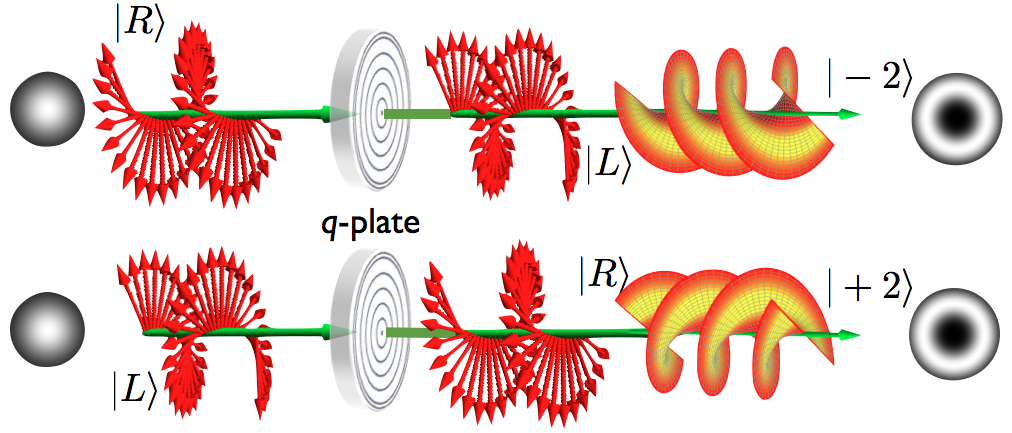
کاربرد صفحه Q در پدید آوردن قطبش‌های دایره‌ای چپ‌گرد و راست‌گرد.

### مبدل‌های مود استوانه‌ای (به انگلیسی:Cylindrical mode converters)
تکانه زاویه‌ای گردشی همچنین می‌تواند با تبدیل یک پرتو هرمیت-گاوسی به یک پرتو لاگر-گاوسی با بهره‌گیری از یک سیستم آستیگماتیک با دو عدسی استوانه‌ای که در فاصله‌ای مشخص قرار گرفته‌اند (شکل را ببینید) و با هدف تعریف یک فاز نسبی کاملاً مشخص میان پرتوهای هرمیت-گاوسی افقی و عمودی پدید آید.

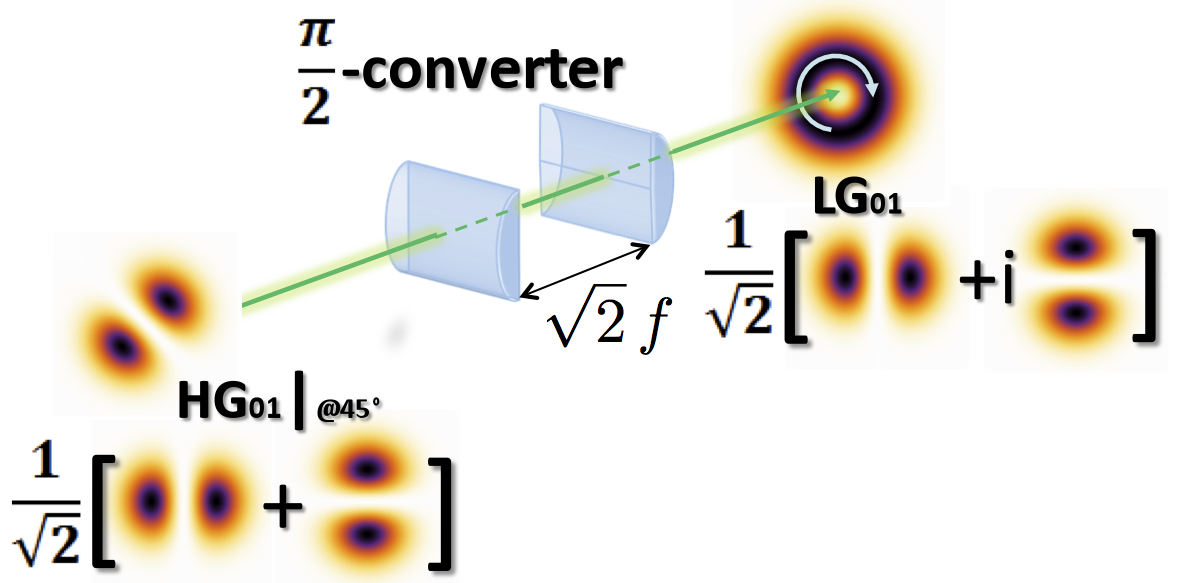
مبدل مود pi/2 استوانه‌ای، مود HG را به مود LG مناسب تبدیل می‌کند..

## کاربردهای احتمالی تکانه زاویه‌ای گردشی نور
کاربردهای تکانه زاویه‌ای اسپینی نور از جمله کاربردهای بی‌شمار پلاریزاسیون نور هستند که اینجا درباره آنها بحث نخواهد شد. اما کاربردهای احتمالی تکانه زاویه‌ای گردشی نور در حال حاضر، موضوع تحقیق است. به‌ویژه، کاربردهای زیر پیش‌تر در آزمایشگاه‌های تحقیقاتی نشان داده شده‌اند، اگرچه هنوز به پیاده‌سازی تجاری نرسیده‌اند:
1. دست‌کاری جهت‌گیری ذرات در انبرک‌ نوری[۱۶]
2. انتقال اطلاعات با پهنای باند زیاد در مخابرات نوری فضای آزاد.[۱۷]
3. کد کردن اطلاعات کوانتومی با ابعاد بالاتر، برای کاربردهای رمزنگاری کوانتومی یا محاسبات کوانتومی احتمالی در آینده [۱۸][۱۹][۲۰]
4. آشکارسازی نوری حساس[۲۱]